# Liste von Persönlichkeiten der Stadt Neuss
Diese Liste enthält die Ehrenbürger von Neuss, in Neuss (bzw. Neuß) geborene Persönlichkeiten sowie solche, die in Neuss gewirkt haben, dabei jedoch andernorts geboren wurden. Die Liste erhebt keinen Anspruch auf Vollständigkeit.

## Neusser Ehrenbürger

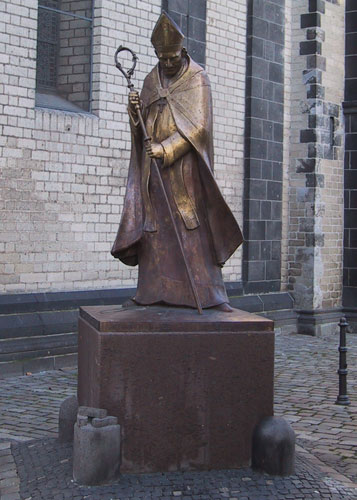
Kardinal-Frings-Denkmal in Neuss

Die Stadt Neuss hat folgenden Personen das Ehrenbürgerrecht verliehen:
- 1905: Clemens Freiherr von Schorlemer-Lieser, Landrat
- 1919: Wilhelm Thywissen, Kaufmann
- 1933: Paul von Hindenburg, deutscher Generalfeldmarschall und Reichspräsident, aberkannt 2022[1]
- 1933: Adolf Hitler, deutscher Reichskanzler und Diktator, aberkannt 1945[2]
- 1933: Joseph Goebbels, deutscher Politiker (NSDAP) und Reichsminister für Volksaufklärung und Propaganda, aberkannt 1945
- 1933: Friedrich Florian, deutscher Politiker (NSDAP) und Gauleiter Düsseldorf, aberkannt 1945
- 1967: Joseph Frings, Kardinal und Erzbischof von Köln
- 1995: Hermann Wilhelm Thywissen, Oberbürgermeister a. D.
- 2022: Rita Süssmuth, deutsche Politikerin (CDU) und Präsidentin des Deutschen Bundestages

## In Neuss geborene Persönlichkeiten

### Bis 1800
- Hildegunde (1170–1188), Heilige
- Johann Pennarius (1517–1563), Weihbischof in Köln
- Hermann Thyraeus SJ (Dorckens, 1532–1591), Jesuitenprovinzial, Domprediger in Trier, Rektor det Jesuitenkollegs in Trier und Mainz
- Peter Thyraeus SJ (Dorckens, 1546–1601), Jesuit, Professor der Theologie in Würzburg
- Theodor Riphan (1577–1616), Weihbischof in Köln
- Heinrich Wolter von Streversdorf (1588–1674), Weihbischof in Köln und Weihbischof in Mainz
- Joseph Jordans (1771–1833), preußischer Landrat
- Carl Conrad Loerick (1783–1850), Landrat in Neuß
- Michael Frings (1795–1872), Kaufmann und Politiker

### 1801 bis 1850
- Johann Heinrich Lindermann (1802–1892), Bandweber, Kolporteur, Evangelist und Begründer der autochthonen sabbatarischen „Christen-Gemeinde“
- Johanna Etienne (1805–1881), Gründerin der Neusser Augustinerinnen
- Theodor Schwann (1810–1882), Physiologe
- Bartholomäus Haanen (1813–1895), Kaufmann und Mitglied des Reichstags
- Johann Gregor Breuer (1821–1897), Lehrer und Sozialpädagoge
- Siegmund Lachenwitz (1820–1868), Tiermaler und Fotograf
- Clemens Sels (1822–1893), Apotheker, Fabrikant, Kunstsammler und Stifter
- Franz Peter Bremer (1832–1916), Rechtshistoriker und Hochschullehrer
- Ludwig Hartmann (1836–1910), Komponist und Musikkritiker
- Joseph Broix (1837–1910), Unternehmer, Kaufmann und Publizist
- Féodor Hoffbauer (1839–1922), deutsch-französischer Architekt, Illustrator und Bauhistoriker
- Hubert Jacob Esser (1843–1925), Hochschullehrer, Veterinär und Mitglied des Reichstags
- Josephine Gertrud Bentlage (1849–?), Schriftstellerin
- Joseph Rappenhöner (1850–1898), Theologe und Hochschullehrer

### 1851 bis 1900
- Joseph Herzfeld (1853–1939), Politiker
- Maria Schmitz (1858–1945), Schriftstellerin
- Wilhelm Schneider (* 2. August 1868 in Neuss – † 1942), Jurist, Ehrenbürger der Stadt Rheinbach (28. Juni 1938)[3]
- Georg Kau (1870–1947), Maler
- Jakob Koch (1870–1918), Ringer
- Victor Rheins (1873–1938), Landschaftsmaler, Kunsthändler und Galerist
- Franz Maria Feldhaus (1874–1957), Technikhistoriker und wissenschaftlicher Schriftsteller
- Peter Gilles (1874–1968), Jurist und Kommunalpolitiker
- Elisabeth Böhm van Endert (1876–1956), Opernsängerin, Kammersängerin und Gesangspädagogin
- Adam Dickmann (1876–1961), Architekt
- Carl Simons (1877–1960), Verwaltungsjurist und Regierungspräsident der Hohenzollernschen Lande
- Anton Erkelenz (1878–1945), Politiker und Gewerkschaftsführer
- Friedrich Jähne (1879–1965), Ingenieur, Unternehmer und Wehrwirtschaftsführer
- Katharina von Kardorff-Oheimb (1879–1962), Politikerin und Salondame
- Max Clarenbach (1880–1952), Maler
- Wilhelm Werhahn (1880–1964), Bankier und Unternehmer
- Max Leon Flemming (1881–1956), Kaufmann, Konsul der Niederlande, Kunstsammler und -mäzen
- Rudolf Mayer (1881–unbekannt), Kunstsammler und Kaufmann
- Jörg Sommer (1881–nach 1906), Genre- und Landschaftsmaler der Düsseldorfer Schule
- Thea Sternheim (1883–1971), Autorin
- Gerhard Kallen (1884–1973), Historiker
- Hermann Wunsch (1884–1954), Komponist und Dirigent
- Heinrich Frings (1885–1946), Richter und Reichsgerichtsrat
- Joseph Frings (1887–1978), Erzbischof des Erzbistums Köln
- Heinz Braun (1888–1962), Jurist und Politiker
- Jakob Weitz (1888–1971), Maler
- Adolf Flecken (1889–1966), Politiker
- Karl Gabriel Pfeill (1889–1942), Schriftsteller
- Josef Urbach (1889–1973), Maler und Grafiker
- Alois Heuyng (1890–1973), Kommunalpolitiker (NSDAP)
- Wilhelm Cornelius Werhahn (1891–1945), Unternehmer
- Angela Braun-Stratmann (1892–1966), Frauenrechtlerin, Journalistin und Politikerin
- Max Braun (1892–1945), Politiker und Journalist
- Karl Schorn (1893–1971), Schriftsteller#
- Heinrich Vierbücher (1893–1939), Publizist und Buchhändler
- Hans vom Kothen (1894–1969), Politiker und Buchhändler
- Wilhelm Pelzer (1895–1948), Politiker (NSDAP)
- Antonius Raab (1897–1985), Pilot, Flugzeugbauer und Unternehmer
- Konrad Ameln (1899–1994), Hymnologe und Musikwissenschaftler
- Wilhelm Loschelder (1900–1989), Jurist, Verwaltungsbeamter und Politiker

### 1901 bis 1950
- Gregor Geller (1903–1988), Jurist
- Hubert Offermanns (1906–1985), Boxer
- Wolfgang Loë-Bagier (1907–1972), Filmeditor, Tontechniker und Regieassistent
- Gerhard Schmitz (1907–1984), Strömungsmechaniker, Hochschullehrer
- Andreas Biederbick (1909–1990), Polizeibeamter und SS-Führer
- Peter Wilhelm Kallen (1910–1979), Unternehmer und Politiker
- Joseph Lange (1911–2007), Journalist und Heimatforscher
- Kurt Josten (1912–1994), deutsch-britischer Jurist, Staatsbeamter und Widerstandskämpfer
- Robert Frohn (1913–1991), Pädagoge, Historiker und Kommunalpolitiker (CDU) in Köln
- Herbert Karrenberg (1913–1982), Kaufmann
- Franz Kessler (1914–2007), Organist, Musikwissenschaftler und Hochschullehrer
- Hans Peter Keller (1915–1989), Schriftsteller
- Helma Holthausen-Krüll (1916–2020), Malerin
- Franz Josef Bach (1917–2001), Ingenieur, Diplomat und Politiker
- Rolf Schroers (1919–1981), Schriftsteller
- Irmgard Feldhaus (1920–2010), Kunsthistorikerin und Museumsleiterin
- Hubert Derrez (1922–1996), Heimatdichter und Komponist
- Klaus Jansen (1922–2008), Abt des Trappistenklosters Engelszell, Oberösterreich
- Walter Jansen (1923–2004), Weihbischof in Köln
- Hermann Josef Werhahn (1923–2016), Kaufmann und Unternehmer
- Dieter Wellershoff (1925–2018), Schriftsteller
- Heinz Bellen (1927–2002), Althistoriker
- Ludwig Soumagne (1927–2003), Mundartdichter
- Karlheinz Daniels (* 1928), Sprachwissenschaftler und ordentlicher Professor für Didaktik der Deutschen Sprache und Literatur
- Willy Franssen (1932–1990), Radsportler
- Josef Ippers (1932–1989), Schriftsteller
- Dieter Faßbender (* 1935), Numismatiker und Autor
- Victor Hendrix (1935–2020), Ruderer
- Gerhard Koch (1935–2010), Autorennfahrer
- Theodor J. Reisdorf (1935–2015), Schriftsteller
- Erik Martin (1936–2017), Autor, Liedermacher und Herausgeber
- Elmar Frings (1939–2002), Moderner Fünfkämpfer
- Volker Jung (1939–2018), Ingenieur
- Heinrich F. Plett (* 1939), Anglist, Sprachwissenschaftler und Hochschullehrer
- Johanna Bleker (* 1940), Medizinhistorikerin
- Erika Gesell (1940–2013), Schauspielerin
- Hans-Josef Hellingrath (1940–2021), Fußballspieler
- Heinz-Josef Thissen (1940–2014), Ägyptologe und Hochschullehrer
- Helmut Winkelmann (1941–2018), Schauspieler und Synchronsprecher
- Mario Ohoven (1946–2020), Finanzvermittler und Anlageberater und Präsident der BVMW und der CEA-PME
- Bertold Mathias Reinartz (* 1946), Jurist und Politiker
- Manfred Speck (1946–2023), politischer Beamter und Staatssekretär
- Ruth Rissing-van Saan (* 1946), Juristin
- Johannes Bastian (1948–2025), Pädagoge und Schulentwicklungsforscher
- Joachim Kersten (* 1948), Soziologe und Kriminologe
- Hans Michalsky (1949–2022), Radrennfahrer
- Elke Aberle (* 1950), Schauspielerin
- Frank Fockele (* 1950), Autor und Musiker
- Heinz Onnertz (* 1950), Jurist und Kommunalpolitiker
- Dagmar Schmauks (* 1950), Semiotikerin und Hochschullehrerin

### 1951 bis 1975
- Burkhard Drescher (* 1951), Kommunalpolitiker
- Rolf Grünther (* 1951), Fußballspieler und -trainer
- Matthias Kreuels (* 1952), Kirchenmusikdirektor und Komponist
- Walter Waiss (* 1952), Militärhistoriker
- Friedhelm Funkel (* 1953), Fußballspieler und -trainer
- Heike Hohlbein (* 1954), Schriftstellerin
- Norbert Jacobs (* 1955), Jurist und Politikwissenschaftler
- Jürgen P. Rabe (* 1955), Physiker
- Klaus Rheidt (* 1955), Bauforscher
- Elke Doris Drüll (* 1956), Feldhockeyspielerin
- Konrad Eickels (* 1956), Fußballspieler und -trainer
- Johann Zambryski (* 1956), Fotograf und Grafiker
- Tom Bayer (* 1957), Sportreporter
- Hiltrud Döhmen (* 1957), Ruderin
- Uwe Foullong (* 1957), Gewerkschafter
- Hanni Hüsch (* 1957), Journalistin
- Paul-Bernhard Kallen (* 1957), Manager
- Irmgard Klaff-Isselmann (* 1957), Politikerin
- Robert Matwew (* 1957), Radrennfahrer
- Olaf Dante Marx (1957–1993), Journalist und Musikkritiker
- Herbert Piel (* 1957), Fotograf und Fotojournalist
- Klaus Friedrich Rabe (* 1957), Mediziner und Hochschullehrer
- Wolfgang Schröder (* 1957), Professor an der RWTH Aachen
- Agnes Werhahn (* 1957), Voltigierausbilderin und Longenführerin
- Wolfgang Funkel (* 1958), Fußballspieler und -trainer
- Robert Kaller (* 1958), freischaffender bildender Künstler und Kunstpädagoge
- Michael Arndt (* 1959), Taekwondoin
- Ralph Tiesler (* 1959), Jurist und Präsident des Bundesamtes für Bevölkerungsschutz und Katastrophenhilfe
- Christoph Bungartz (* 1960), Redakteur beim NDR Fernsehen
- Hans-Jörg Criens (1960–2019), Fußballspieler
- Karin Thissen (* 1960), Tierärztin und Politikerin
- Helmut de Raaf (* 1961), Eishockeytorhüter
- Günter Thiele (* 1961), Fußballspieler
- Wolfgang Dittrich (* 1962), Triathlet
- Martin Grüning (* 1962), Langstreckenläufer
- Norbert Hummelt (* 1962), Schriftsteller
- Bruno Raetsch (* 1962), Bildhauer und Hochschullehrer
- Heiko Rieger (* 1962), Professor für Theoretische Physik
- Volker Seresse (* 1963), Historiker
- Frank Biela (* 1964), Autorennfahrer
- Kai Böcking (* 1964), Moderator
- Uwe Köller (* 1964), Trompeter
- Franziska Pigulla (1964–2019), Schauspielerin, Nachrichten- und Synchronsprecherin
- Birgit Brüster (* 1965), Schriftstellerin und Literaturdozentin
- Thomas Engert (* 1965), Poolbillardspieler
- Lars von Saldern (* 1965), Schauspieler, Autor und Drehbuchautor
- Christian Schnalke (* 1965), Drehbuchautor
- Frank Paul Schubert (* 1965), Jazzmusiker
- Bernhard Jakoby (* 1966), Professor für Mikroelektronik
- Gregor Linßen (* 1966), Komponist und Liedermacher
- Jens Metzdorf (* 1966), Archivar und Historiker
- Erik Janson (* 1967), Komponist
- Robert Kleine (* 1967), römisch-katholischer Geistlicher
- Dirk Kreuter (* 1967), Autor
- Inga Busch (* 1968), Schauspielerin
- Christian Kratz (* 1968), Pädiater und Hochschullehrer
- Isa Melsheimer (* 1968), Bildhauerin, Objekt- und Installationskünstlerin, Malerin und Hochschullehrerin
- Brigitte Pavetic (* 1968), TV-Moderatorin und Kolumnistin
- Reiner Breuer (* 1969), Jurist und Politiker
- Ingo Endemann (* 1969), Internet-Unternehmer
- Konstantin Wienstroer (* 1969), Jazzmusiker
- Hans-Michael Derenbach (1969–2024), Elektriker
- Jolina Carl (* 1970), Country- und Schlager-Sängerin
- Henning Lambertz (* 1970), Schwimmer und Bundestrainer im Schwimmen
- Dirk Lipski (* 1970), Journalist
- Charlotte Engmann (* 1971), Schriftstellerin
- Kyra Daniela Hoffmann (* 1971), Autorin, Medizinjournalistin, Referentin und Heilpraktikerin
- Christian Otte (* 1971), Unternehmer und Politiker
- Jörg Geerlings (* 1972), Rechtsanwalt und Politiker
- Sven Schuchardt (* 1972), Fußballspieler und -trainer
- Sandra Henke (* 1973), Schriftstellerin
- Markus Kurth (* 1973), Fußballspieler
- Simone Lucas (* 1973), Künstlerin
- Dirk Lütter (* 1973), Kameramann und Regisseur
- Alexandro Pape (* 1973), Koch
- Dietmar Süß (* 1973), Historiker
- Christian „Chris“ Töpperwien (* 1974), Gastronom und Teilnehmer bei Doku-Soaps
- Stephan Schulz-Winge (* 1974), Fußballspieler
- Alexandra Wilhelmine Busch (* 1975), Archäologin, Museums-Genraldirektorin
- Daniel Gustav Cramer (* 1975), Konzeptkünstler
- Stefan Krücken (* 1975), Journalist, Autor und Verleger
- Lisa Rosen (* 1975), Erziehungswissenschaftlerin, Hochschullehrerin
- Christian Schulte (* 1975), Hockeytorhüter

### 1976 bis 2000
- Dilek Gürsoy (* 1976), Herzchirurgin
- Markus Hausweiler (* 1976), Fußballspieler
- Nadia Ehning (* 1977), Voltigiererin
- Christoph Eimer (* 1977), Feldhockeyspieler
- Rebecca Hohlbein (* 1977), Kinderbuch- und Fantasyautorin
- Florian Kehrmann (* 1977), Handballspieler
- Tobias Lützenkirchen (* 1977), Musikproduzent und DJ
- Thomas Rupprath (* 1977), Schwimmer
- Tim Marton (* 1978), Politiker
- Lars Börgeling (* 1979), Stabhochspringer
- Cem Çiğdem (* 1979), Künstlername Prodycem, Musikproduzent und Rapper
- Anna Conrads (* 1979), Politikerin
- Judith Flemig (* 1979), Volleyballspielerin
- Oliver Jonas (* 1979), Eishockeytorhüter
- Dirk Caspers (* 1980), Fußballspieler
- Kerstin Pflieger (* 1980), Schriftstellerin
- Christian Uğurel (* 1980), Jazzmusiker
- Markus Fothen (* 1981), Radrennfahrer
- Steffen Gebhardt (* 1981), Pentathlet
- Esther Berlansky (* 1982), Jazzmusikerin
- Stefan Bromberger (* 1982), Schachspieler
- Helena Wittmann (* 1982), Filmemacherin
- Thomas Fothen (* 1983), Radrennfahrer
- Helena Wisbert (* 1983), Wirtschaftswissenschaftlerin
- Sebastian Draguhn (* 1984), Hockeyspieler
- Daniel Neumann (* 1984), Politiker
- Stephan Weiner (* 1984), Autor, Filmemacher und Redakteur
- Lina Geyer (* 1986), Feldhockeyspielerin
- Joachim Tolles (* 1986), Radrennfahrer
- Oliver Groos (* 1987), Künstlername Olsun, Rapper
- Philipp Hendle (* 1987), Eishockeyspieler
- Johannes Walbaum (* 1987), Fußballspieler
- Tim Heubach (* 1988), Fußballspieler
- Niclas Kentenich (* 1988), Unternehmer und Automobilrennfahrer
- Mari-Doris Vartmann (* 1988), Eiskunstläuferin
- Robert Gleinert (* 1989), Kanute
- Simon Pesch (* 1989), Fußballtrainer
- Robert Wilschrey (* 1989), Fußballspieler
- Christian Düren (* 1990), Journalist, Fernsehmoderator und Kommentator
- Carl-Philipp Sassenrath (* 1990), Politiker (CDU)
- Marcel Ohmann (* 1991), Eishockeyspieler
- Hamza Touba (* 1991), Boxer
- Danny da Costa (* 1993), Fußballspieler
- Daniel Heber (* 1994), Fußballspieler
- Nils Schomber (* 1994), Radrennfahrer
- Patrick Hüter (* 1995), Handballspieler
- Fiona Sironic (* 1995), Schriftstellerin
- Christian Zillekens (* 1995), Moderner Fünfkämpfer
- Deats (* 1996), Musikproduzent
- Florian Heister (* 1997), Fußballspieler
- Melisa Toprakci (* 1997), Künstlername Mel, Sängerin und Rapperin
- Hikmet Çiftçi (* 1998), Fußballspieler
- Alexander Rueß (1998), Jazzmusiker
- Selina Boveleth (* 1999), Fußballspielerin
- Sonja Joanne Geller (* 2000), Schauspielerin

### Ab 2001
- Jan Olschowsky (* 2001), Fußballtorwart
- Pajel (* 2001), Rapper

## Bekannte Neusser Einwohner
- Tile Kolup († 1285), Hochstapler
- Christian Wierstraet († um 1490), Stadtschreiber und Notar der Stadt Neuss
- Hester Jonas (um 1570–1635), Hexe von Neuss
- Friedrich Koch (1775–1847), Unternehmer
- Karl Tücking (1826–1904), Pädagoge, Historiker und Philologe
- Julius Busch (1838–1912), Architekt (in Neuss u. a. St. Marien)
- Constantin Koenen (1854–1929), Provinzialrömischer Archäologe und Altertumsforscher
- Heinrich Fahrenbrach (1878–1950), Politiker
- Hugo Liedmann (1879–1963), 1921–1960 Oberpfarrer an St. Quirin
- Josef Kohlschein der Jüngere (1884–1958), Maler, Zeichner und Radierer
- Hein Minkenberg (1889–1968), Bildhauer und Kunstprofessor
- Wilhelm Buddenberg (1890–1967), Maler
- Alfons Frings (1893–1968), Kaufmann und Kommunalpolitiker
- Hasso von Manteuffel (1897–1978), Wehrmachts-General der Panzertruppe und Politiker
- Johann Heinrich Gillessen (1910–1997), Maler und Kunsterzieher
- Gerhard Hoehme (1920–1989), Maler und Grafiker
- Hermann-Josef Dusend (1926–2009), Politiker
- Martin Gramminger (1926–2010), Fußballspieler
- Georg Penker (1926–2023), Landschaftsarchitekt und Autor
- Jürgen Huck (1927–2021), Autor und Historiker
- Heinz Günther Hüsch (1929–2023), Rechtsanwalt und Politiker
- Hans Joachim Jesdinsky (1931–1986), Professor für Medizinische Statistik und Biomathematik, wohnte in Neuss
- Anni Brandt-Elsweier (1932–2017), Politikerin
- Max Tauch (1935–2015), Kunsthistoriker
- Ulrich Kohn (1937–2024), Fußballspieler
- Rita Süssmuth (* 1937), Politikerin
- Hans-Josef Holtappels (* 1938), Pädagoge und Kommunalpolitiker
- Klaus Schonz (1940–2003), Fußballspieler und -trainer
- Gerhard Buddatsch (1941–2012), Fußballspieler
- Lajos Dudas (* 1941), Jazz-Klarinettist
- Hans Peter Thurn (* 1943 in Krefeld), Soziologe, Hochschullehrer und Autor
- Josef Kokesch (1946–2022), Fußballspieler
- Peter Maiwald (1946–2008), Lyriker und Schriftsteller
- Willi Marzok (1946–2021), Fußballspieler
- Hermann Spix (* 1946), Schriftsteller
- Hans Michalsky (1947–2021), Drehbuchautor und Regisseur
- Jürgen Seidel (* 1948), Autor
- Rahim Burhan (* 1949), Theaterregisseur
- Hans-Heinrich Grosse-Brockhoff (* 1949), Kulturpolitiker
- Hans Michalsky (1949–2022), Radrennfahrer
- Wolfgang Hohlbein (* 1953), Schriftsteller
- Annette Schavan (* 1955), Politikerin
- Birgit Hagen (* 1957), Feldhockeyspielerin
- Agnes Werhahn (* 1957), Voltigierausbilderin und Longenführerin
- Hermann Gröhe (* 1961), Politiker
- Martin Maier-Bode (* 1966), Autor, Regisseur und Kabarettist
- Ingmar Putz (* 1969), Fußballspieler und -trainer
- Kai Wolters (* 1971), Schauspieler, Regisseur und Disponent des Rheinischen Landestheaters in Neuss
- Orla Wolf (* 1971), Schriftstellerin und Filmemacherin
- Ben Manga (* 1974), Fußballspieler
- Marco Villa (* 1978), Fußballspieler
- Jawed Karim (* 1979), Gründer von YouTube
- Benaissa Lamroubal (* 1979), Comedian
- Lukas Lamla (* 1983), Politiker (Piratenpartei)
- Domi Kumbela (* 1984), Fußballspieler
- Aljoscha Thaleikis (* 1990), Musiker, Songwriter
- Alexandra Selzer (* 1995), Leichtathletin
- Mohamed Darwish (* 1997), palästinensischer Fußballspieler
- Armel Bella-Kotchap (* 2001), Fußballspieler

## Mit Neuss verbunden
- Christoph Heusgen, Diplomat a. D.
- The Tips, Band
- Familie Wollny seit 2011, Darsteller der RTL-II-Pseudo-Doku Die Wollnys – Eine schrecklich große Familie